# South Glamorgan
South Glamorgan (gal·lès De Morgannwg) és un dels comtats en què es dividí Gal·les des del 1974, mercè la Local Act del 1972, amb la part meridional de Glamorgan i la parròquia de Saint Mellons de Monmouth (Gal·les). Tenia 416 km² i 445.000 habitants en 2007. La capital era Cardiff.
Segons el cens del 1992, hi havia 24.541 parlants de gal·lès (6,5%). Segons el cens del 2000, n'hi havia 18.080 (6,7%) a Cardiff i 7.755 (7,7%) a Vale of Glamorgan. El comtat de South Glamorgan fou abolit l'1 d'abril del 1996, quan es creà una nova divisió administrativa per a Gal·les. La seva àrea es distribuí en les noves zones de Bro Morgannwg i Cardiff. South Glamorgan continua en existència per a determinades funcions administratives romanents.